# FABP5
FABP5 (англ. Fatty acid binding protein 5) – білок, який кодується однойменним геном, розташованим у людей на короткому плечі 8-ї хромосоми. Довжина поліпептидного ланцюга білка становить 135 амінокислот, а молекулярна маса — 15 164.
| 10         |  | 20         |  | 30         |  | 40         |  | 50         |
| ---------- |  | ---------- |  | ---------- |  | ---------- |  | ---------- |
| MATVQQLEGR |  | WRLVDSKGFD |  | EYMKELGVGI |  | ALRKMGAMAK |  | PDCIITCDGK |
| NLTIKTESTL |  | KTTQFSCTLG |  | EKFEETTADG |  | RKTQTVCNFT |  | DGALVQHQEW |
| DGKESTITRK |  | LKDGKLVVEC |  | VMNNVTCTRI |  | YEKVE      |  |            |

A: Аланін

C: Цистеїн

D: Аспарагінова кислота

E: Глутамінова кислота

F: Фенілаланін

G: Гліцин

H: Гістидин

I: Ізолейцин

K: Лізин

L: Лейцин

M: Метіонін

N: Аспарагін

P: Пролін

Q: Глутамін

R: Аргінін

S: Серин

T: Треонін

V: Валін

W: Триптофан

Кодований геном білок за функцією належить до фосфопротеїнів. 
Задіяний у таких біологічних процесах, як транспорт, ацетилювання. 
Білок має сайт для зв'язування з ліпідами. 
Локалізований у цитоплазмі.